# 我們的雨色協議
《我們的雨色協議》是由Quad製作的日本原創電視動畫，於2023年10月至12月播出朝日電視台的「NUMAnimation」時段上播出。
這部作品以電子競技為舞台，描繪了少年少女們的青春群像劇。

## 角色列表
時野谷瞬（聲：小野賢章）
本作的主人公，是一名高中二年級的少年 。
在三年前的一場事故中喪父跟妹妹美櫻受傷，負責照顧妹妹和協助家計。因此，暫時離開了熱愛的線上遊戲，但在朋友的鼓勵下逐漸重返遊戲，並參加了線上遊戲比賽，積累了經驗。
為了籌備美櫻的復建費用，與隊伍決定參加大型比賽進入職業隊為目標努力著，期間不堪於學業與工作帶來的負擔而一度病倒。
三枝悠宇（聲：雨宫天）
人气女演員，以「ユウ」的名義活動。
曾經被瞬在遊戲中幫助過，對他抱有特殊的感情。
住在一間破舊骯髒的公寓，然而行為和言談粗暴，在參加線上遊戲比賽時，她會戴上面具隱藏身份。
在意望與瞬的關係，得知兩人並無交往後便積極接觸瞬。
稻月望（聲：水瀨祈）
一名高中三年級的少女。也是瞬的青梅竹馬。瞬在打工的电子竞技咖啡厅“FOX ONE”的店长稲月颯太的女儿。
放学后，在“FOX ONE”担任店员。
對於三年前瞬的家庭事故和對美櫻的感情，因此在照顧上是個像姐姐一般的存在。
在瞬於工作和學業間忙碌，顯得疲憊時看到悠宇對瞬的關心，不禁開始疑惑自己對瞬究竟抱持何種情感而疑惑著。
時野谷美櫻（聲：麻倉桃）
瞬的妹妹，三年前因一场意外導致无法行走，幾乎卧床不起。
具有嚴重的兄控，因為瞬經常因工作不在家，所以感到孤單。考慮到如果去遠方的醫院進行康復治療，將會與瞬分開，因此對此有所抗拒，甚至在後期也變得嚴重多疑、愛猜忌的傾向（不過只針對哥哥的瞬）。
在家裡上網課，很少直接與人接觸。
仙堂曉斗（聲：木村良平）
網名是Zane，瞬的青梅竹馬同級生。憧憬成為電競運動員，性格任性常會引起糾紛，但出於朋友的想法，性格很有義理。理解瞬對遊戲的心情，雖然有點粗暴，但還是邀請瞬去玩遊戲。
肖想成為瞬的妹婿，但為人不錯也講義氣，為了美櫻的復建費用，是提議並邀請瞬參加比賽的起頭人。
長嶺流星（聲：杉田智和）
小工具御宅族，收集了各種各樣的鍵盤和滑鼠。喜歡狡猾的戰術，技術紮實。情緒興奮的話，也會變得暴躁。參加了瞬他們為了尋找隊伍成員而進行的選拔，展示了無可挑剔的本領。
内嶋睦生（聲：松岡禎丞）
網名是ROX，擅長只有自己一人倖存，敵人全軍覆沒的專門以「1-0」取勝的無敵司令塔（IGL），在遊戲中變強、追求勝利到極致，捨棄一切對於比賽來說不必要的東西。將瞬視為自己的對手，為了讓他站在和自己同一級別的舞台上，從而接近瞬。
佐藤星詩流（聲：本渡楓）
「JONATHAN」在籍時代的「Team FOX ONE」的粉絲。現在「Team FOX ONE」認為拋棄了自己推的「Yuruki」。
小鳥遊惠美子（聲：和氣杏未）
星詩流的朋友。被星詩流帶領觀看扎克塞利昂的大會。性格溫和。
時野谷聰美（聲：小坂井祐莉繪）
瞬和美櫻的母親。但她不喜歡瞬線上遊戲，因為她認為不但會降低學業成績，同時認為線上遊戲跟賭博沒兩樣，不但對瞬的行為憤怒又無奈，也對於美櫻過度任性的行為非常憤怒，而賞巴掌痛斥。不過最終還是支持瞬。
稻月颯太（聲：新垣樽助）
稻月望的父親，电子竞技咖啡厅“FOX ONE”的店长。
坂上佳子（聲：戶松遙）
三枝悠宇的經紀人，但想法過度古板，一開始不支持悠宇進行線上遊戲認為悠宇的身分曝光，就沒辦法保住自己的工作，但「Team FOX ONE」的獲勝之下，不但最終還是選擇接納悠宇，同時佳子在知道這件事情的大受好評之後，主動提出將「幻影忍者」跟「Team FOX ONE」交給自己的事務所。
遊戲主持（聲：櫻井智）

## 電視動畫

### 製作人員
- 原作：Team KITSUNE[3]
- 總導演：山本靖貴[3]
- 導演：加藤大志[3]
- 故事原案：⺎⺎
- 系列構成：高山克彥、山本靖貴[3]
- 人物原案：booota[3]
- 角色設計：平山寬菜[3]
- 音樂：神前晓、MONACA[3]
- 动画制作：Quad

### 主題曲
片頭曲
主唱：SennaRin，作詞：茜雫凜、cAnON.，作曲、編曲：澤野弘之
第1話用作片尾曲，第12話未使用。
片尾曲
主唱、作詞、作曲：somei，編曲：古川貴浩
第1話未使用。

### 各話列表
| 話數 | 日文標題 | 中文標題                                   | 劇本     | 分鏡                       | 演出                | 作畫監督                                                                           | 總作畫監督                                                       | 首播日期       |
| ---- | -------- | ------------------------------------------ | -------- | -------------------------- | ------------------- | ---------------------------------------------------------------------------------- | ---------------------------------------------------------------- | -------------- |
| 01   |          | 放棄的未來 -Cold Reboot-                   | 高山克彥 | 山本靖貴                   | 加藤大志            | 月海充、藤田正幸 臼田美夫、宮田奈保美 櫻井正明、保村成                             | 監物Kevin雄太 森前和也                                           | 2023年 10月8日 |
| 02   |          | 被選上的邂逅 -Multiplexer-                 | 高山克彥 | 森田侑希                   | 木村佳嗣            | 、大塚多惠子 山本里織、竹內花純                                                    | 保村成 監物Kevin雄太 月海充、森前和也                            | 10月15日       |
| 03   |          | 我們的開始 -Astable Multivibrator-         | 高山克彥 | 臼田美夫                   | 高山秀樹            | Kim nanum、D6                                                                      | 监物Kevin雄太 森前和也、月海充 森田正幸                          | 10月22日       |
| 04   |          | 相繫的願望 -3way Handshaking-              | 高山克彥 | 加藤大志                   | 加藤大志 佐久間瑞希 | 柄谷綾子、宮田奈保美 臼田美夫、佐久間瑞希 塚本龍介、保村成 花輪美幸、岩垂瑞樹 ENGI | 监物Kevin雄太 森前和也、月海充 森田正幸、大野勉                  | 10月29日       |
| 05   |          | 堅定不移的決心 -Logic Gate-                | 高山克彥 | 渡邊慎一                   | 佐佐木純人          | 張益、鳥海真裕 保村成、柄谷綾子 塚本龍介                                           | 监物Kevin雄太 森前和也、月海充 森田正幸、大野勉                  | 11月5日        |
| 06   |          | 無法消失的記憶 -One Time Programmable ROM- | 高山克彥 | 關谷真實子                 | 佐佐木純人          | 藤田正幸、柄谷綾子 宮田奈保美、臼田美夫 花輪美幸、工藤公聖 張益                    | 监物Kevin雄太 森前和也、月海充 大野勉                            | 11月12日       |
| 07   |          | 無邪的心意 -Solidstate Memory-             | 高山克彥 | 渡边慎一                   | 岩垂瑞树            | 大塚多惠子、山本里织 竹内花纯、关美穗乃 松井云丹                                   | 监物Kevin雄太 森前和也、月海充 大野勉、阿部友叶                  | 11月19日       |
| 08   |          | 轉捩點 -Flip Flop-                         | 高山克彥 | 臼田美夫                   | 伊藤和明            | 大野勉、佐佐木美穗 日高真由美、三橋櫻子 湯糰、阿鬼、李仰灝桐                       | 监物Kevin雄太 森前和也、月海充                                   | 11月26日       |
| 09   |          | 崩壞前兆 -Lathch Up-                       | 高山克彥 | 渡邊慎一                   | 安藤貴史            | Lee Jong man 杉本幸子、園田大勢 岩崎亮、鵜池一馬 閔賢叔、山崎梨樂 塚本龍介         | 監物Kevin雄太 森前和也、月海充 藤田正幸                          | 12月3日        |
| 10   |          | 無法讓步的願望 -XOR-                       | 高山克彥 | 安藤貴史 菱川直樹 岩垂瑞樹 | 峰友則              | 藤田正幸、西川真人 江崎稔、關賢叔、安孝貞 明光、鑫月 One Order、Green              | 監物Kevin雄太 月海充、藤田正幸 塚本龍介、大野勉                  | 12月10日       |
| 11   |          | 全或無 -Schmitt Trigger-                   | 高山克彥 | 渡邊慎一                   | 殿勝秀樹            | Lim Min-Ji Won Mi-na Park Aonghwa Park Soonok                                      | 監物Kevin雄太 月海充、藤田正幸 塚本龍介、大野勉 藤森蒼           | 12月17日       |
| 12   |          | 約定 -Protocol-                            | 高山克彥 | 渡邊慎一                   | 佐佐木纯人          | 保村成、张益 李育蓁、佐佐木美穗 舆石晓、熊谷小夏 花轮美幸、岩田龙治 服部憲知       | 監物Kevin雄太 月海充、藤田正幸 塚本龍介、大野勉 藤森蒼、森前和也 | 12月24日       |